# Oreodytes alpinus
Oreodytes alpinus är en skalbaggsart som först beskrevs av Gustaf von Paykull 1798.  Oreodytes alpinus ingår i släktet Oreodytes och familjen dykare. Arten är reproducerande i Sverige. Inga underarter finns listade i Catalogue of Life.